# Jesús Mosterín

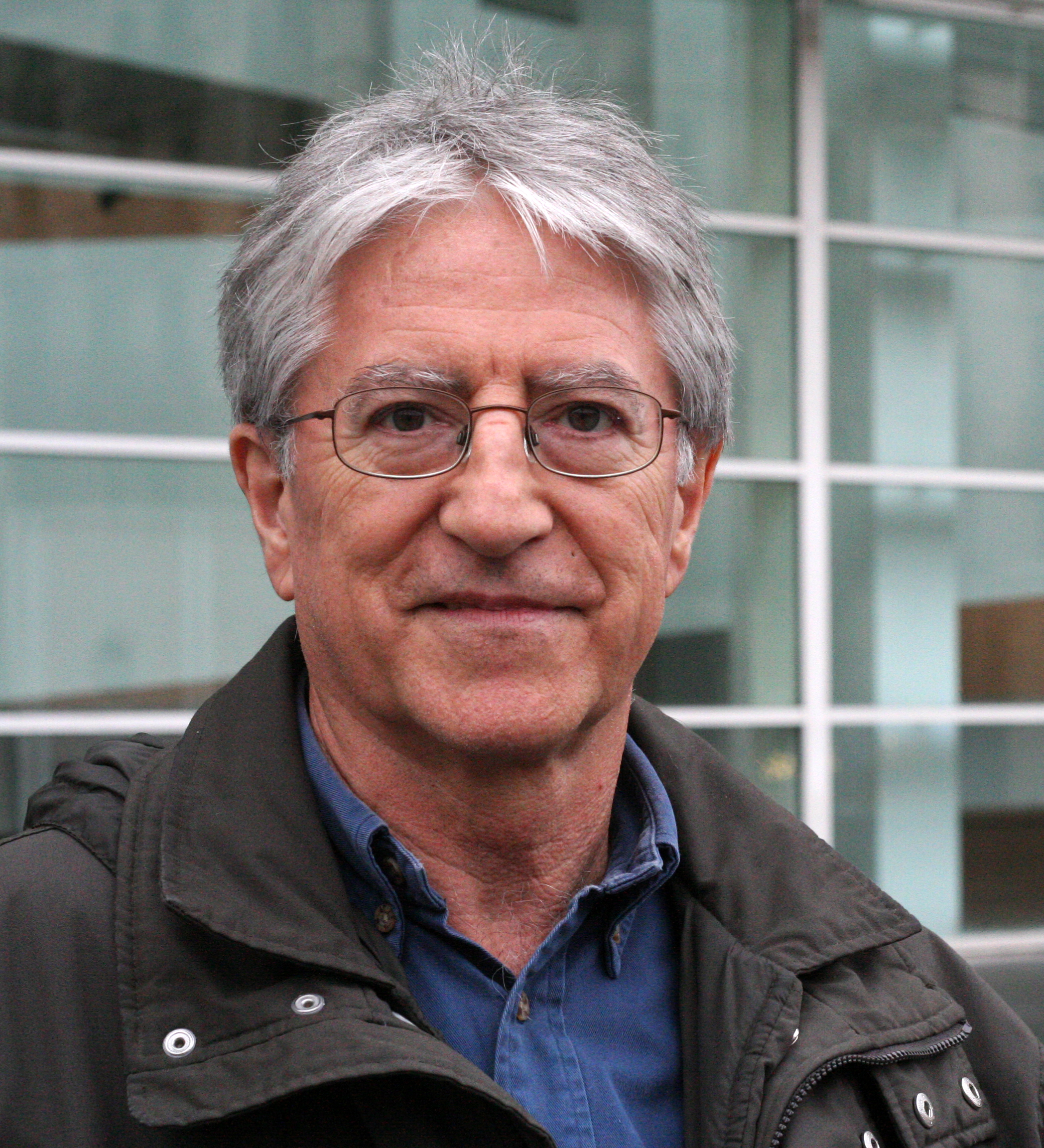
Jesús Mosterín (2008)

Jesús Mosterín de las Heras (* 24. September 1941 in Bilbao; † 4. Oktober 2017 in Barcelona) war ein spanischer Philosoph, dessen Beiträge ein breites Spektrum des zeitgenössischen Denkens umfassen. Seine Problemstellungen durchkreuzten häufig die Grenze zwischen Wissenschaft und Philosophie, sein Leitfaden war immer die Rationalität.

## Leben
Jesús Mosterín wurde 1941 in Bilbao geboren. Er studierte in Spanien, Deutschland und in den Vereinigten Staaten. Er gründete und leitete das Institut für Logik und Wissenschaftstheorie der Universität Barcelona. Ab 1996 war er Forschungsprofessor im philosophischen Institut des CSIC (Spanisches staatliches Forschungszentrum). Er war Mitglied des Center for Philosophy of Science in Pittsburgh, Mitglied der Academia Europaea in London (1993), des Institut International de Philosophie in Paris und der International Academy of Philosophy of Science. Er führte die analytische Philosophie in Spanien ein. Auch bei der Einführung und Entwicklung der mathematischen Logik und der Wissenschaftstheorie in Spanien und Lateinamerika spielte er eine wesentliche Rolle. Neben seiner akademischen Arbeit war er in der internationalen Verlagsindustrie tätig, vor allem in den Gruppen Salvat und Hachette. Er engagierte sich für Natur- und Tierschutz.

## Logik
Mosterín erwarb seine Grundkenntnisse in Logik im Institut für mathematische Logik und Grundlagenforschung an der Universität Münster. Er schrieb die ersten modernen Lehrbücher über Logik und Mengenlehre in spanischer Sprache. Er hat über Themen der Logik erster und zweiter Ordnung, der axiomatischen Mengenlehre und über Berechenbarkeit und Komplexität gearbeitet. Er hat nachgewiesen, dass die uniforme Digitalisierung jeder Art von symbolischen Objekten (wie Chromosome, Texte, Filme oder Musikstücke) als Anwendung eines bestimmten Stellenwertsystems der Zahlen gesehen werden kann. Dieses Erkenntnis verleiht der Ansicht der Gesamtheit der natürlichen Zahlen als Universalbibliothek und sogar als universaler Datenbank einen konkreten Sinn. Mosterín hat erstmals die gesamten Werke Kurt Gödels herausgegeben. Zusammen mit Thomas Bonk hat er ein unveröffentlichtes Werk Rudolf Carnaps über Axiomatik (in deutscher Sprache) herausgegeben. Er hat sich auch biografischen und historischen Aspekten der Entwicklung der modernen Logik gewidmet. Seine Arbeiten über die Lebensläufe von Gottlob Frege, Georg Cantor, Bertrand Russell, John von Neumann, Kurt Gödel und Alan Turing verbinden ausführliche biographische Darstellungen mit der formellen Analyse ihrer wichtigsten technischen Ergebnisse.

## Wissenschaftstheorie

### Begriffe und Theorien in der Wissenschaft

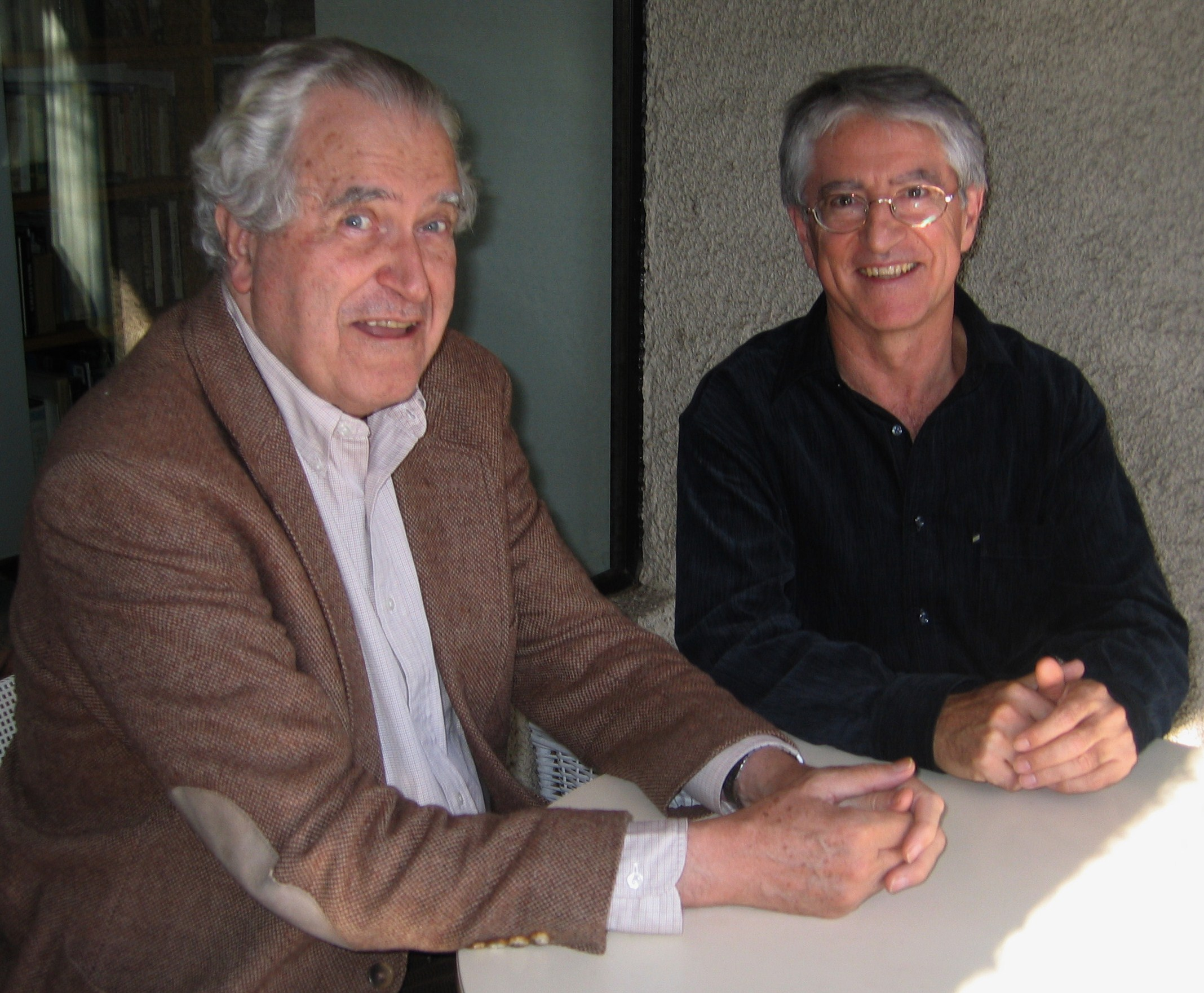
Roberto Torretti und Jesús Mosterín in Santiago (Chile), 2004

Karl Popper hatte sich bemüht, ein Abgrenzungskriterium zwischen Wissenschaft und Metaphysik aufzustellen. Diese Aufgabe wurde jedoch durch die spekulative Wende eines Teils der theoretischen Physik wieder erschwert. Mosterín hat erneut gefragt, wie verlässlich wissenschaftliche Theorien, Hypothesen und Behauptungen der Forscher sein können. Er unterscheidet einerseits den festen Kern einer wissenschaftlichen Disziplin, der nur die in einem gegebenen Augenblick verlässlichen und empirisch bestätigten Ideen enthalten sollte, und andererseits die Wolke von Hypothesen und Vermutungen, die den Kern umhüllen. Die Theorie schreite auch dadurch voran, dass neue, frisch bestätigte Hypothesen in den festen Kern der Wissenschaft eingehen. In diesem Zusammenhang hat er das Verhältnis zwischen Wahrnehmung, Beobachtung und Nachweis untersucht. Die Beobachtung ist immer ein bewusster Vorgang, während der Nachweis durch technische Detektoren und Instrumente vermittelt wird. Viele Signale, die Information über die Welt tragen, uns aber unbemerkt bleiben, werden von Detektoren empfangen und in für unsere Sinne empfindbare Energieimpulse übersetzt. Mosterín folgt dem von Patrick Suppes eröffneten Pfad, indem er die Struktur metrischer Konzepte untersucht. Diese Konzepte spielen eine unverzichtbare Rolle an der Schnittstelle zwischen Theorie und Beobachtung, wo die Zuverlässigkeit der Hypothesen nachgeprüft wird. Mosterín hat auch zur Analyse der Methode der mathematischen Modellbildung beigetragen. Er hat dabei auf die Grenzen der axiomatischen Methode bei der Charakterisierung von realen Systemen hingewiesen. Wenn die Wirklichkeit zu komplex wird, um direkt erfasst zu werden, bleibt uns der Ausweg über die Modellbildung. Die Mathematik ist uns ja viel besser bekannt als die empirische Realität. Daher hilft es, eine mathematische Struktur zu wählen, die in gewissen Aspekten dem Realitätsbereich, der uns gerade interessiert, ähnlich ist. Diese Struktur kann dann als eine begriffliche Maschine benutzt werden, um Antworten auf unsere Fragen über diesen Realitätsbereich auszurechnen. Schließlich muss auf die Zusammenarbeit von Mosterin mit Roberto Torretti hingewiesen werden. Beide Autoren haben gemeinsam das einzigartige Nachschlagewerk Diccionario de Lógica y FilosofÍa de la Ciencia geschrieben.

### Philosophie der Biologie
Mosterín hat sich nicht nur aktiv an den aktuellen Diskussionen über Entwicklungstheorie und Genetik beteiligt, sondern auch Fragen nach der Definition des Lebens an sich sowie der Ontologie der Organismen und der Arten gestellt. In den Fußstapfen Aristoteles und Schrödingers fragt er sich: „Was ist das Leben?“ Er überprüft und verwirft die bisher vorgeschlagenen Definitionen auf der Grundlage von Metabolismus, Fortpflanzung, Thermodynamik, Komplexität und Evolution. Es stimmt zwar, dass alle Lebewesen der Erde viele Eigenschaften --vom genetischen Code bis hin zur Energiespeicherung in ATP-Molekülen-- miteinander teilen, aber diese Eigenschaften spiegeln nur das gemeinsame Erbe eines gemeinsamen Vorfahren, der diese Eigenschaften vielleicht zufällig erworben hatte. So entspricht unsere Biologie mehr einer Sicht von unserer Kirchturmspitze auf das irdische Leben als einer universellen Wissenschaft vom Leben an sich. Eine solche allgemeine Wissenschaft des Lebens ist uns aber solange verwehrt, wie wir nicht alternative (und sicher sehr verschiedene) Formen des Lebens aus anderen Gegenden der Galaxie (falls es sie gibt) sehen und untersuchen können. Bezüglich der ontologischen These Michael Ghiselins und David Hulls über die Individualität der Arten weist Mosterín darauf hin, dass diese weder Klassen noch Individuen im herkömmlichen Sinn dieser Worte sind. Er versucht den relevanten begrifflichen Rahmen zu erweitern und zu präzisieren. Im Besonderen zeigt er die formelle Äquivalenz der mengentheoretischen und der mereologischen (auf Individuen und Teilen basierenden) Betrachtungsweise: jegliche These über Klassen von Organismen kann in eine These über die Arten als Individuen umgeformt werden, und umgekehrt.

### Philosophie der Kosmologie
Die Rolle, die unsere wissenschaftliche Erkenntnis im Aufbau einer rationalen Weltauffassung spielt, hat Mosterín von jeher interessiert. Besondere Aufmerksamkeit hat er der Frage der Zuverlässigkeit der kosmologischen Theorien gewidmet. Zusammen mit John Earman hat er das Paradigma der kosmologischen Inflation einer kritischen Revision unterzogen. Obwohl es enormen Einfluss in der Kosmologengemeinschaft gewonnen hat, und obwohl es keiner bekannten Tatsache widerspricht, ziehen Earman und Mosterín den Schluss, dass für das Paradigma der Inflation noch nicht genügend empirische Gründe sprechen, um seine Aufnahme in den festen Kern des Standardmodells der Big Bang Kosmologie zu rechtfertigen. Wir wissen nicht einmal, ob das angebliche Inflatonfeld existiert, oder nicht. Mosterín hat die Rolle der Spekulation in der Kosmologie erforscht. Speziell hat er die vielfältigen Missverständnisse, auf denen das sogenannte anthropische Prinzip und der Gebrauch anthropischer Erklärungen aufbaut, nachgewiesen. Sein Schluss: „in der schwachen Form ist das anthropische Prinzip eine blosse Tautologie, unfähig irgend etwas, was uns nicht schon bekannt ist, zu erklären oder vorherzusagen. In seiner starken Form ist es eine willkürliche Spekulation.“ Ebenfalls hebt er die Unkorrektheit der anthropischen Schlussfolgerung hervor, dass aus der Hypothese einer unendlichen Zahl von Welten die Existenz einer anderen Welt, genau wie die unsere, hervorgeht:
„Die Annahme, dass eine unendliche Anzahl von Objekten, die sich durch bestimmte Zahlen oder Eigenschaften charakterisieren lassen, die Existenz von Objekten mit jeder möglichen Kombination dieser Zahlen oder Eigenschaften impliziert, [...] ist ein Irrtum. Eine unendliche Menge binärer Folgen braucht nicht jegliche binäre Folge zu enthalten. Die Hypothese, dass jede mögliche Welt in einem unendlichen Universum vorkomme, entspricht der Behauptung, dass jegliche unendliche Menge von Zahlen alle Zahlen (oder zumindest alle Gödel-Zahlen) enthalte, was offensichtlich falsch ist.“

## Praktische Philosophie

### Rationalitätstheorie
Kant unterschied die theoretische von der praktischen Vernunft. Parallel dazu unterscheidet der Rationalitätstheoretiker Jesús Mosterín zwischen theoretischer und praktischer Rationalität, obwohl nach ihm Vernunft und Rationalität nicht das Gleiche sind: Vernunft sei eine psychische Fähigkeit, Rationalität hingegen eine Optimierungsstrategie. Menschen sind nicht per Definition vernünftig, obwohl sie vernünftig oder unvernünftig denken und handeln können, je nachdem ob sie (bewusst oder unbewusst) die Optimierungsstrategie der Rationalität auf ihre Gedanken und Handlungen anwenden. Die theoretische Rationalität ist die Strategie, um die Reichweite und Wahrhaftigkeit unserer Ideen über die Realität zu maximieren. Die Kriterien der rationalen Akzeptanz sind unterschiedlich, je nachdem ob es sich um analytische Aussagen im Bereich von Logik, Mathematik und Grammatik oder um synthetische Aussagen, deren Prüfstein die Beobachtung und das Experiment sind, handelt. Der formelle Bestandteil der theoretischen Rationalität besteht letzten Endes in seiner logischen Konsistenz. Der materielle oder inhaltliche Bestandteil ist mit der empirischen Bestätigung verbunden, die unsere angeborenen Mechanismen zum Empfang und Interpretation von Signalen ausnutzt. Mosterín unterscheidet zwischen ungewolltem und implizitem Glauben einerseits und gewollter, expliziter Akzeptanz andererseits. Diese letztere ist es, auf die die Theorie der theoretischen Rationalität eigentlich angewandt werden kann. Bei der praktischen Rationalität handelt es sich um die Strategie, möglichst gut zu leben, unsere Ziele zu erreichen und unsere Wünsche zu erfüllen. Der formelle Bestandteil der praktischen Rationalität besteht im Wesentlichen in der Bayes’schen Entscheidungstheorie. Der inhaltliche Bestandteil wurzelt in der menschlichen Natur und deshalb letzten Endes in unserem Genom. Die praktische Rationalität erfordert die Ordnung von Zielen und Mitteln unter Berücksichtigung der relevanten Erkenntnisse. Aus diesem Grund setzt die praktische Rationalität die theoretische voraus, aber nicht umgekehrt. In jedem Fall gilt aber: jegliche rationale Evidenz ist immer vorläufig und jederzeit zu überprüfen.

### Ethik, Tiere und Rechte

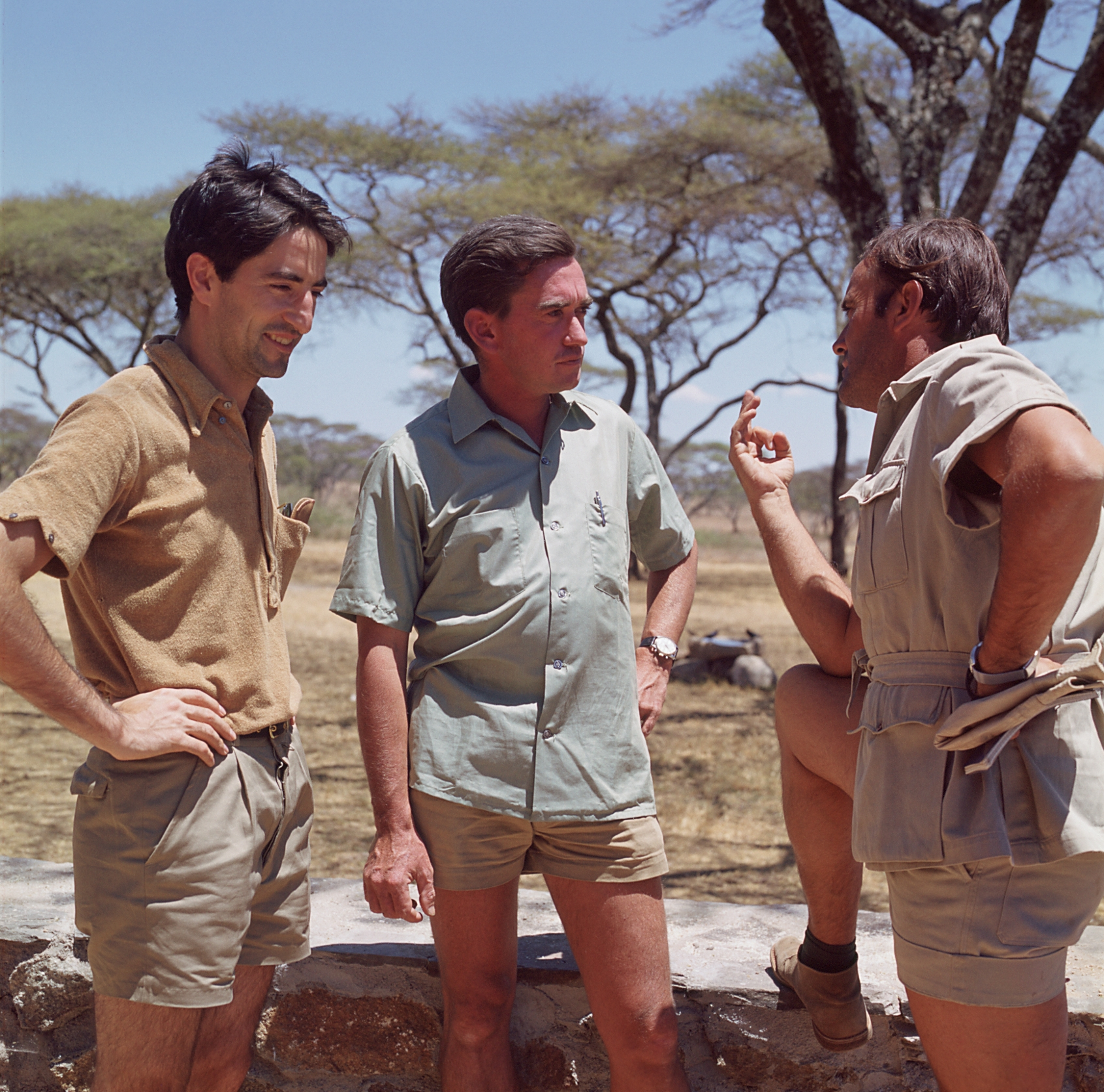
Jesús Mosterín, Hugo van Lawick und Félix Rodríguez de la Fuente in Afrika, 1969

Mosteríns Interesse für die Natur führte ihn schon sehr früh zu einer Zusammenarbeit mit dem bekannten Naturforscher und Dokumentarfilmer Félix Rodriguez de la Fuente. Der Bemühung, zunächst in Spanien und dann weltweit die Kenntnisse und die Wertschätzung der lebenden Natur und besonders der Tiere zu verbreiten, entsprach die weltweite Veröffentlichung der Enzyklopädie Fauna. Als Gegner der traditionellen Schaustücke der Grausamkeit hat Mosterín wiederholt öffentlich Stellung gegen Stierkämpfe und andere Tierquälereien genommen. Er beeinflusste die öffentliche Diskussion, die zum Verbot der Stierkämpfe in Katalonien (Spanien) im Juli 2010 führte. Kurz danach hat er eine eingehende Analyse dieser Tradition und eine vernichtende philosophische Widerlegung ihrer vorgeschlagenen Rechtfertigungsversuche geschrieben. Als Ehrenvorsitzender des Great Ape Project in Spanien hat er zusammen mit Peter Singer für das Vorankommen der legalen Ansprüche nicht menschlicher Hominiden (Schimpansen, Bonobos, Gorillas und Orang-Utans) gearbeitet. Mosterín verneinte die Existenz von natürlichen oder metaphysischen Menschenrechten oder Tierrechten. Er dachte vielmehr, dass eine politisch organisierte Gesellschaft die Rechte, die sie für angebracht hält, durch die Gesetzgebung des Parlamentes schaffen kann. Manchmal muss sie es tun, um unnötiges Leiden und Elend zu vermeiden. In Gefolgschaft Humes und Darwins und unter Einbezug der Forschungsergebnisse Rizzolattis über die Spiegelneuronen sah Mosterín in unserer angeborenen Fähigkeit zum Mitleid, verstärkt durch Kontakt und Empathie, eine festere Grundlage unseres moralischen Respektes vor den Tieren als in bloßen unnachweisbaren Rechten.

### Politische Philosophie
Die moderne, liberale Demokratie ist ein Kompromiss zwischen Freiheit und Demokratie. Nach Mosterín, bedeutet Freiheit letzten Endes, das zu tun, was ich will; die Demokratie das zu tun, was die Mehrheit der anderen will. Unter „Freiheit“ meint er nicht den ihm zu konfusen metaphysischen Begriff des freien Willens, sondern die politische Freiheit, also die Abwesenheit von Zwang oder Einmischung anderer in die eigenen persönlichen Entscheidungen. Wegen der Neigungen zu Gewalt und Aggressivität, die manchmal in der menschlichen Natur lauern, erfordert das friedliche und fruchtbare gesellschaftliche Leben, sowie der Schutz der Umwelt und der Natur bestimmte Einschränkungen der individuellen Freiheiten, aber je weniger, umso besser. Speziell gibt es keinen Grund, individuelle Freiheiten wie die der Sprache, der Religion, des Brauchtums oder der Reisen im Namen irgendeiner verdinglichten Abstraktion wie Nation, Religion oder Partei einzuschränken. Von diesem Standpunkt her gesehen ist das Internet ein weitaus attraktiveres Model als die obsoleten Nationalstaaten oder die nationalistischen Bewegungen. Mosterín hält den Nationalstaat für unvereinbar mit einer vollen Entfaltung der Freiheit, die eine Neuordnung des politischen Weltsystems im kosmopolitischen Sinn benötigt. Konkret schlägt er eine Welt ohne Nationalstaaten vor; eine Welt, aufgeteilt in kleine autonome aber nicht souveräne Kantone ohne Heer und ohne Macht, die Freizügigkeit der Menschen, Ideen und Waren zu bremsen. Diese kantonale Welt muss ergänzt werden durch die Einrichtung starker Weltorganisationen, beginnend mit einer globalen Gerichtsbarkeit, die die Menschenrechte in aller Welt hütet und bewacht.

## Anthropologie

### Die menschliche Natur
Im 21. Jahrhundert erlebte die Idee der menschlichen Natur bei Autoren wie Edward O. Wilson, Steven Pinker und Jesús Mosterín eine Renaissance. Die Entzifferung des vollständigen menschlichen Genoms und die laufenden Forschungen über die Funktion der Gene und anderer regulierender DNA-Sequenzen, haben gemeinsam mit der fortschreitenden Hirnforschung diesen klassischen Begriff so ins Blickfeld gerückt, dass er wieder im Mittelpunkt anthropologischer Gedanken steht. Nach Mosterín ist die Natur einer biologischen Art in ihrem Genom festgeschrieben; die Natur des Homo sapiens in seinem Genpool; und meine individuelle Natur in den Chromosomen meiner Zellen. Die menschliche Natur besteht aus Schichten, die gewissermaßen die zurückgelegte Entwicklung des menschlichen Geschlechtes rekapitulieren. Die tiefsten und ältesten Schichten betreffen die Lebensfunktionen, die wir mit allen Lebewesen unseres Planeten teilen. Die darauf folgenden Schichten entsprechen später hinzugekommenen Zügen. Die oberen Schichten enthalten den neuesten Erwerb wie das aufrechte Gehen, den Präzisionsgriff, die Großhirnrinde, die Sprache und andere rekursive Mechanismen. Mosterín hat sich mit Methoden und Kriterien, um zwischen natürlichen und kulturellen Aspekten unserer Verhaltensweisen und Fähigkeiten zu unterscheiden, eingehend beschäftigt. Er hat auch die theoretischen Grundlagen der Anthropologie untersucht und präzisiert. Ausgerüstet mit all diesem begrifflichen Werkzeug hat er sich an der Diskussion und Klärung umstrittener bioethischer Fragen beteiligt: Forschen an embryonalen Stammzellen, Geburtenkontrolle, Abtreibung und Euthanasie, immer aus der Sicht der Wissenschaft und auf der Seite der menschlichen Freiheit.

### Die menschliche Kultur
Mosterín hat eine Kulturphilosophie entwickelt, die Fragen wie: was ist Kultur, wo steht sie, wie erklärt man ihre zeitliche Entwicklung, direkt angeht, wobei er sich auf Fortschritte des Kulturverständnisses stützt, die von Anthropologie, Archäologie und Biologie geliefert werden. Sowohl die Natur wie auch die Kultur des Menschen sind Information. Unterschiedlich ist die Art der Weitergabe: während die Information der Natur, codifiziert im Genom, genetisch weitergegeben wird, geschieht dies im Falle der Kultur, codifiziert im Gehirn, durch soziales Lernen. Da nur Individuen Gehirne haben, können nur sie Kultur besitzen. Spricht man von kollektiven Kulturen, müssen diese als statistische Gebilde, die uns Aussagen über eine Vielzahl individueller Kulturen erlauben, verstanden werden. Die Gesamtheit der Elementarteile einer Kultur (auch Meme, kulturelle Züge oder kulturelle Eigenheiten genannt), die in den neuronalen Netzen des Langzeitgedächtnisses eines Individuums gespeichert sind, bilden die Kultur dieses Individuums zu einem gegebenen Zeitpunkt. Auf die Zeit muss man sich unbedingt beziehen, weil sich die Kultur eines Individuums ständig ändert, denn jeden Tag lernen wir etwas und vergessen wir etwas. Den Begriff einer Kollektivkultur, sei es einer Gruppen-, Stammes- oder Nationalkultur, benutzt man in den verschiedenen Zusammenhängen der alltäglichen sowie der wissenschaftlichen Sprache auf unterschiedliche Weise. Daran anknüpfend definiert Mosterín verschiedene genaue Begriffe der Kollektivkultur, von einem kulturellen Mempool (der mengentheoretischen Vereinigung sämtlicher Kulturen aller Gruppenmitglieder) bis hin zur einstimmigen Kultur (der Schnittmenge aller dieser Kulturen). 2009 beendete Mosterín eine eingehende Untersuchung der Kräfte, die den kulturellen Wandel bestimmen. Dabei widmete er der jüngsten Beschleunigung dieses Wandels durch den Einfluss von Internet und anderen informationstechnischen Faktoren besondere Aufmerksamkeit. Er bezeichnet das Internet als das Königreich der Freiheit und sieht in der Wahrung der Freiheit und Effizienz des Netzes eine wesentliche Voraussetzung für den zukünftigen Fortschritt der menschlichen Kultur.

## Geschichte der Philosophie
Als ein Bewunderer der klaren und frischen A History of Western Philosophy, von Bertrand Russell, für deren spanische Ausgabe er das Vorwort geschrieben hat, und auch als Kritiker einiger ihrer Schwächen hat sich Mosterín vorgenommen, eine Universalgeschichte des menschlichen Denkens zu schreiben, nicht nur des westlichen, sondern auch des asiatischen und sogar des vorgeschichtlichen. Seine Geschichte behandelt die wichtigsten intellektuellen Strömungen mit einem interdisziplinären Ansatz, der die gleichzeitigen Entwicklungen der Philosophie, der Wissenschaft und der Ideologie zusammen und in ihrem gesellschaftlichen Kontext darstellt, ohne sie aber auf diesen zurückzuführen. Die Analyse der Ideen ist kritisch und ohne Skrupel, klar und rigoros. Darüber hinaus fragt er nach der logischen Korrektheit der vorgeschlagenen Argumente und weist auf ihre eventuellen Fehler hin.
Einige der bekannteren Bücher dieser Reihe widmen sich z. B. Aristoteles, den Juden und der indischen Philosophie. Aristoteles wird nicht nur als Philosoph, sondern auch als Vertreter der keimenden Wissenschaften und Gründer verschiedener Disziplinen vorgestellt. Dabei wird vor allem auf seine Studien über Sprache und sein Interesse für Tiere hingewiesen. Der Band über Indien deckt die Linguistik und die Mathematik ab und enthält eine kompakte Darstellung der wichtigen philosophischen Schulen, angefangen bei der Upanishad, über die jainistischen und buddhistischen Entwicklungen hin bis zum Advaita-Vedanta von Shankara, der den Autor offensichtlich anzieht.
Die drei neuesten Bände der Serie behandeln Judentum, Christentum und Islam, wobei das Judentum als die Quelle der anderen herausgestellt wird. Schonungslos werden die jüdischen Mythen behandelt, der Autor lässt aber seine Sympathie für die großen jüdischen Denker wie Maimonides, Spinoza und Einstein klar durchscheinen. Das Buch zum Christentum ist das umfassendste der Reihe. Jesus wird als typischer Jude dargestellt. Die meisten originell christlichen Ideen stammen von Paulus von Tarsus, nicht von Jesus. Nach Konstantins Bekehrung wurden die theologischen Diskussionen über umstrittene Themen wie das der heiligen Dreifaltigkeit mit Hilfe von Gewalt beigelegt. Im Buch werden die intellektuellen Beiträge der führenden christlichen Denker wie Augustinus von Hippo, Thomas von Aquin und Luther analysiert, und die historischen Prozesse wie die Kreuzzüge, die Universitäten, die Reformation und die Gegenreformation beschrieben. Weniger Aufmerksamkeit wird den letzten zwei Jahrhunderten gewidmet, da Mosterín offensichtlich denkt, dass sich das Christentum in dieser Periode von den neuen Entwicklungen in Wissenschaft und Philosophie völlig abgekoppelt hat, so dass die christlichen Ideen zunehmend ihre Relevanz verloren haben. Das dem Islam gewidmete Werk bietet eine kritische Beschreibung der Entstehung des Koran sowie der islamischen Theologie, Philosophie, Rechtsgeschichte, der Mathematik und empirischen Wissenschaft, aber auch des Sufismus. Besondere Aufmerksamkeit wird den Denkern aus der Blütezeit der islamischen Zivilisation (8. – 12. Jhdt.) zuteil: Avicenna, Averroes, Omar Chayyām, al-Chwarizmi. Die Behandlung der Gegenwart ist weniger tiefgehend, aber aktuell, Mosterin stellt den Arabischen Frühling und seine eigene Einschätzung der gegenwärtigen Probleme dar.